# Rybaki Lubczyńskie
Rybaki Lubczyńskie (do 1945 niem. Seebudenlake) – obecnie uroczysko, nieistniejąca osada rybacka położona w Polsce, w województwie zachodniopomorskim, w powiecie goleniowskim, w gminie Goleniów.
Osada położona była około 2,5 km na północny zachód od Lubczyny, przy ujściu bezimmienego potoku do jeziora Dąbie. Przed 1945 rokiem nosiła nazwę Seebudenlake. Według danych z 1872 roku w miejscowości stały 3 domy. Liczyła ona wówczas 22 mieszkańców, którzy należeli do parafii w Lubczynie. Korzystali oni ze szkoły w Borzysławcu.
Polską nazwę Rybaki Lubczyńskie ustalono urzędowo rozporządzeniem Ministrów Administracji Publicznej i Ziem Odzyskanych z dnia 1 czerwca 1948 roku.